# Philipp Otto von Gemmingen
Philipp Otto von Gemmingen (* 1571; † nach 1631) war Hofmeister bei Herzog Friedrich Achilles und später Obervogt in Miltenberg.

## Leben
Er war ein Sohn des Johann von Gemmingen (1549–1599) und der Anna Heidin von Hohenburg († 1601). Er verbrachte lange Zeit am Hof in Neuburg an der Donau und war später Pfleger in Lauingen, wo er aufgrund eines von ihm nicht nachvollzogenen Konfessionswechsels weichen musste. Danach wurde er Hofmeister bei Herzog Friedrich Achilles und nach dessen Tod Obervogt in Miltenberg.

## Familie
Er war in erster Ehe verheiratet mit Appolonia Mörnauerin von Lichtenwerth, in zweiter Ehe mit Barbara Roth von Schreckenstein.
Nachkommen:
- Anna Constantia
- Maria Magdalena